# Rechberghausen

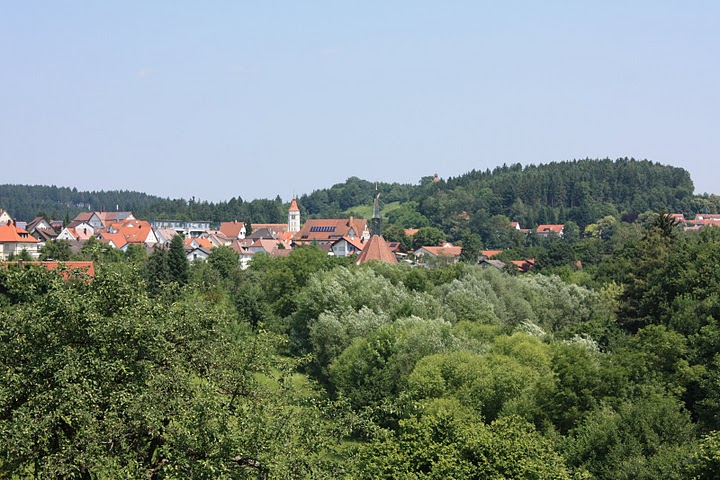
Rechberghausen

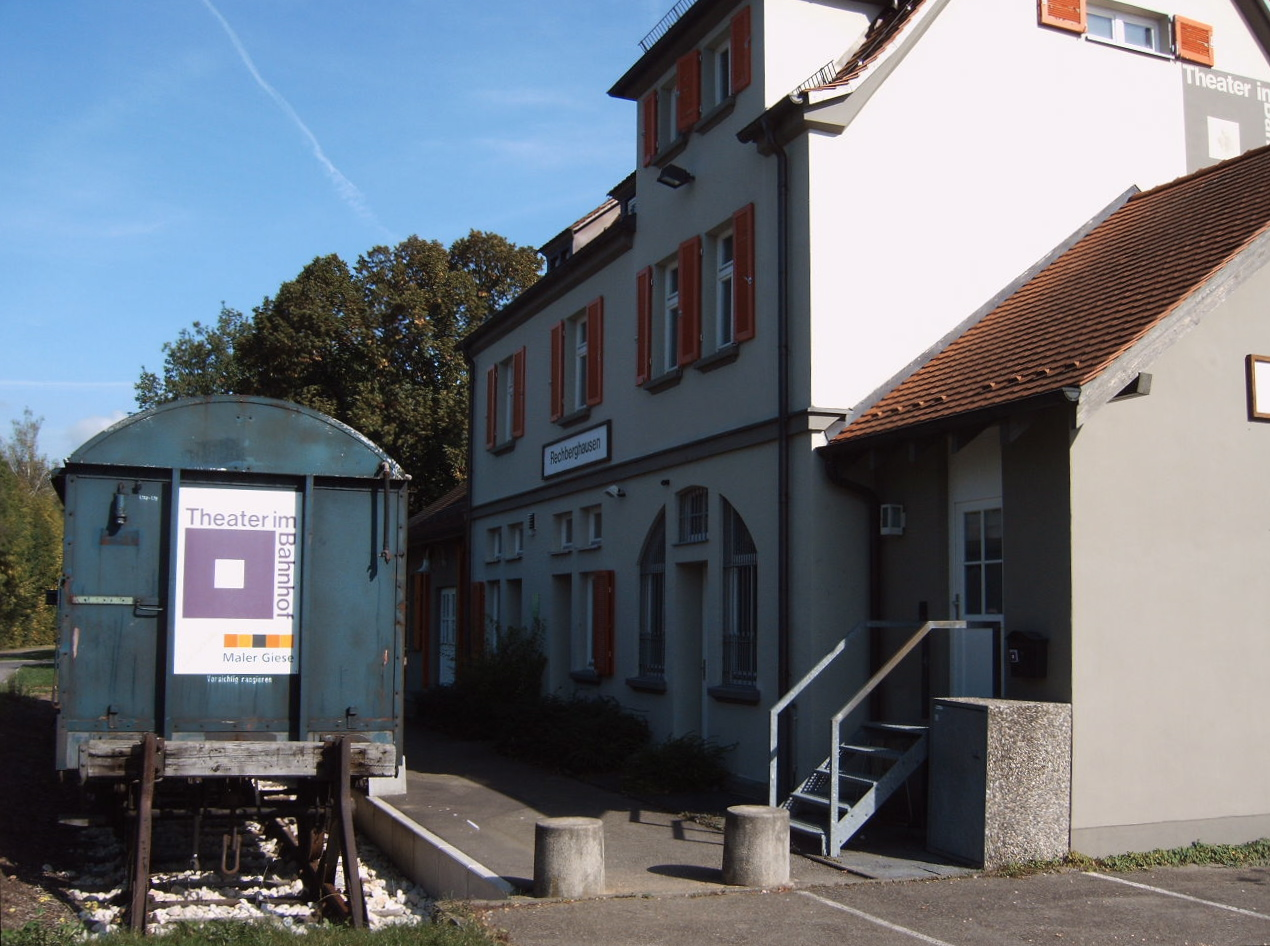
Stary dworzec kolejowy, obecnie teatr

Rechberghausen – miejscowość i gmina w Niemczech, w kraju związkowym Badenia-Wirtembergia, w rejencji Stuttgart, w regionie Stuttgart, w powiecie Göppingen, siedziba związku gmin Östlicher Schurwald. Leży na przedpolu Jury Szwabskiej, ok. 2 km na północ od Göppingen, przy drodze krajowej B297.

## Współpraca
Miejscowość partnerska:
- Bad Schlema, Saksonia